# 殺陣剛太
殺陣 剛太（たて ごうた、1962年3月13日 - ）は、日本の俳優。大阪府守口市出身。劇団「大阪バトルロイヤル」出身。所属事務所アンセム。

## 出演

### 映画
- 魔女卵（1984年5月12日公開、東映）
- 湘南爆走族（1987年4月25日公開） - 前原
- 名門!多古西応援団（1987年8月15日公開）
- 極道渡世の素敵な面々（1988年6月11日公開） - 若井
- ビー・バップ・ハイスクール 高校与太郎音頭（1988年8月6日公開） - 北高2年 工藤
- ビー・バップ・ハイスクール 高校与太郎完結篇（1988年12月17日公開） - 北高2年 工藤
- 右曲がりのダンディー（1989年8月12日公開） - 五反田
- 修羅の伝説（1992年1月15日公開、東映）
- 借王1（1997年10月11日公開、日活） - ノムラ（取調室）
- 公園通りの猫たち（1989年12月23日公開） - 猫買業者
- SLANG 黄犬群（1999年2月20日公開）
- SCORE2 THE BIG FIGHT（1999年10月30日公開） - キング
- 安藤組外伝 掟（2000年5月7日公開） - 佐久間組阿部組舎弟 大場健
- JUNK 死霊狩り（2000年1月22日公開）
- 突破者太陽傳（2000年5月27日公開、大映） - 汐見昌克
- 親分はイエス様（2001年9月1日公開、グルーヴコーポレーション）
- MONKEY EXPRESS モンキー・エクスプレス（2001年11月25日公開）
- 烈風 ACTION!?（2003年4月5日公開）
- SEMI 鳴かない蝉（2003年2月15日公開）
- すてごろ 梶原三兄弟激動昭和史（2003年6月14日公開）
- ワースト☆コンタクト（2005年8月6日公開）
- マッドドッグ（2011年10月22日公開、オールインエテンタテインメント、監督：辻裕之） - テツの親父（漁師）
- ゼブラーマン（2004年2月14日公開）
- さらば あぶない刑事（2016年1月30日公開）
- 聖域 組長の最も長い一日（2018年5月18日公開） - 新大和連合会会長 北條
- 99.9-刑事専門弁護士-THE MOVIE（2021年12月30日、松竹） - 工藤和也 役

### テレビドラマ
- スケバン刑事II 少女鉄仮面伝説 第9話（1986年1月9日、フジテレビ）
- 六本木ダンディーおみやさん 第2シリーズ 第6話（1987年11月13日、テレビ朝日）
- ぼくが地球を救う（2002年、TBS）
- 親父の後妻はクリスチャン（テレビ朝日）
- 火曜ドラマゴールド 潜入刑事 らんぼう2（2007年2月6日、日本テレビ） - 佐久間
- 夢の見つけ方教えたる!（2008年3月8日、フジテレビ）
- 月曜ゴールデン 世田谷駐在刑事（2012年6月18日、TBS） - 闇ブローカーの側近
- タリオ 復讐代行の2人（2020年10月9日 - 、NHK総合・BS4K） - 橘道三（詐欺師）[4]
- 99.9-刑事専門弁護士- 完全新作SP新たな出会い篇（2021年12月29日、TBS） - 工藤達也 / 工藤和也
- 暴太郎戦隊ドンブラザーズ ドン21話（2022年7月24日、テレビ朝日） - 松井
- 警視庁アウトサイダー 第5・8・9話（2023年2月2日・2月23日・3月2日、テレビ朝日） - 工藤昌夫（環七のウサイン・ボルト）
- 今日からヒットマン 第1話（2023年10月27日、テレビ朝日） - 黒川徹二（志崎組）
- 相棒 season22 第5話（2023年11月15日、テレビ朝日） - 成浦興業組長 花井与志郎
- プライベートバンカー 第3話・第7話・第8話（2025年1月23日・20日・27日、テレビ朝日） - 天宮寺アイナグループ 役員 役[5]

### 配信ドラマ
- さらば、銃よ 警視庁特別銃装班 第4話（2023年4月14日、Lemino） - 売人 役

### Vシネマ
- - 広島やくざ戦争（2000年） - 藤川章太
  - 実録・広島やくざ戦争（2000年） - 服田組組員
  - 広島やくざ戦争 完結編（2000年）- 二代目共雄会
- 極悪 人間魚雷ブルース（2000年） - 鮫島一家総長付 シマムラ
- オーバーレブ!（2001年） - 中古車販売店店員
- 超極道（2001年） - 冨樫組組員 ハラセ
- 女雀龍伝 誕生編（2002年） - シロクマ（タケウチ会系大熊組組長）
- 倒産回避請負人 裁きの銀（2002年） - 借金取り
- 修羅の群れ （2002年） - 山賀組若頭 竹上正久
- 玄海組血風録 流血の代紋（2003年）
- 昭和博徒伝（2003年）
- 最後の神農(テキヤ)（2004年） - 綾ヶ先三代目美神一家若頭 服部啓助
- 首領がゆく2（2006年） - 二代目真侠組若頭補佐 香秀会会長 香田秀丸
- 修羅の荒野5（2009年） - 竜造寺一家 多摩支部長 島田虎象
- 兄弟の墓場 完結編（2010年） - 金獅会総長 馬場豊
- 跡目奪還（2011年） - 神園一家本部長
- 仁義の聖戦 ジャックナイフ 完結編（2012年） - 風間組若頭補佐 前園総業組長 前園
- 首領の道3,4,5（2012年） - 狩野組四天王 三田一家総長
- 凶という名の極道 第二部,完結編（2012年）
- 三代目代行（2014年） - 神奈川県警捜査四課 木村英二
- 日本やくざ抗争史 広島抗争（2015年） - 呉 原島組系宮前組組長 宮前輝夫
- 日本統一10（2015年） - 丸神連合水神会理事長 沖田組組長 沖田学
- 裏切りの仁義（2017年） - 室井組組長 室井信彦
- 日本極道戦争（2018年） - 三代目神征会若頭 吉永組組長 上田隆一
- 爆竜戦隊アバレンジャー 20th 許されざるアバレ　(2023年) 朝から生テレビ  田原々聡一郎

### テレビバラエティ番組・その他
- クイズ!脳ベルSHOW（2022年5月9日・10日・13日、BSフジ） - ゲスト

### 舞台
- 大脱走
- OVER THE FENCE
- 座頭市（三池崇史演出）

### 配信
- YouTubeチャンネル『テルチャンネル』（2021年9月13日第282回・9月17日第283回・9月27日第286回）